# نیه‌خا
نیجگا (به هلندی: Nijega) یک منطقهٔ مسکونی در هلند است که در اسمالینگرلاند واقع شده‌است. نیجگا ۴۶۱ نفر جمعیت دارد.